# Diplostephium tachirense
Diplostephium tachirense là một loài thực vật có hoa trong họ Cúc. Loài này được V.M.Badillo mô tả khoa học đầu tiên năm 1946.